# Lophomyra tacita
Lophomyra tacita är en fjärilsart som beskrevs av William Schaus 1911. Lophomyra tacita ingår i släktet Lophomyra och familjen nattflyn. Inga underarter finns listade i Catalogue of Life.